# Nerijus Barasa
Nerijus Barasa (ur. 1 czerwca 1978 roku w Możejkach) – piłkarz litewski, występujący na pozycji defensywnego pomocnika. Ma 183 centymetrów wzrostu.
Baras piłkarską karierę rozpoczął w klubie Mažeikių Romar, w roku 1994, gdzie przeszedł do Atlantas Kłajpeda rok później. Po sezonie sprzedany został do Baltika Liepāja w 1996, Kareda Šiauliai w 1997, i do FBK Kowno w 2000 roku.
Piłkarz powrócił do Rosji w roku 2001, gdzie grał w FC Krylja Sowietow, w 2003 w Ładzie Togliatti, w 2004 w Ałaniji Władykaukaz, w 2005 w FC Krylja Sowietow.
Barasa debiutował w reprezentacji Litwy w roku 2001 w meczu przeciwko Łotwie, przegranym 3:4.
W 2005 roku został sprzedany do FBK Kowno, ale niemal od razu został z Kowna wypożyczony do Hearts. W 2007 roku zakończył piłkarską karierę.